# Mortaio (utensile)

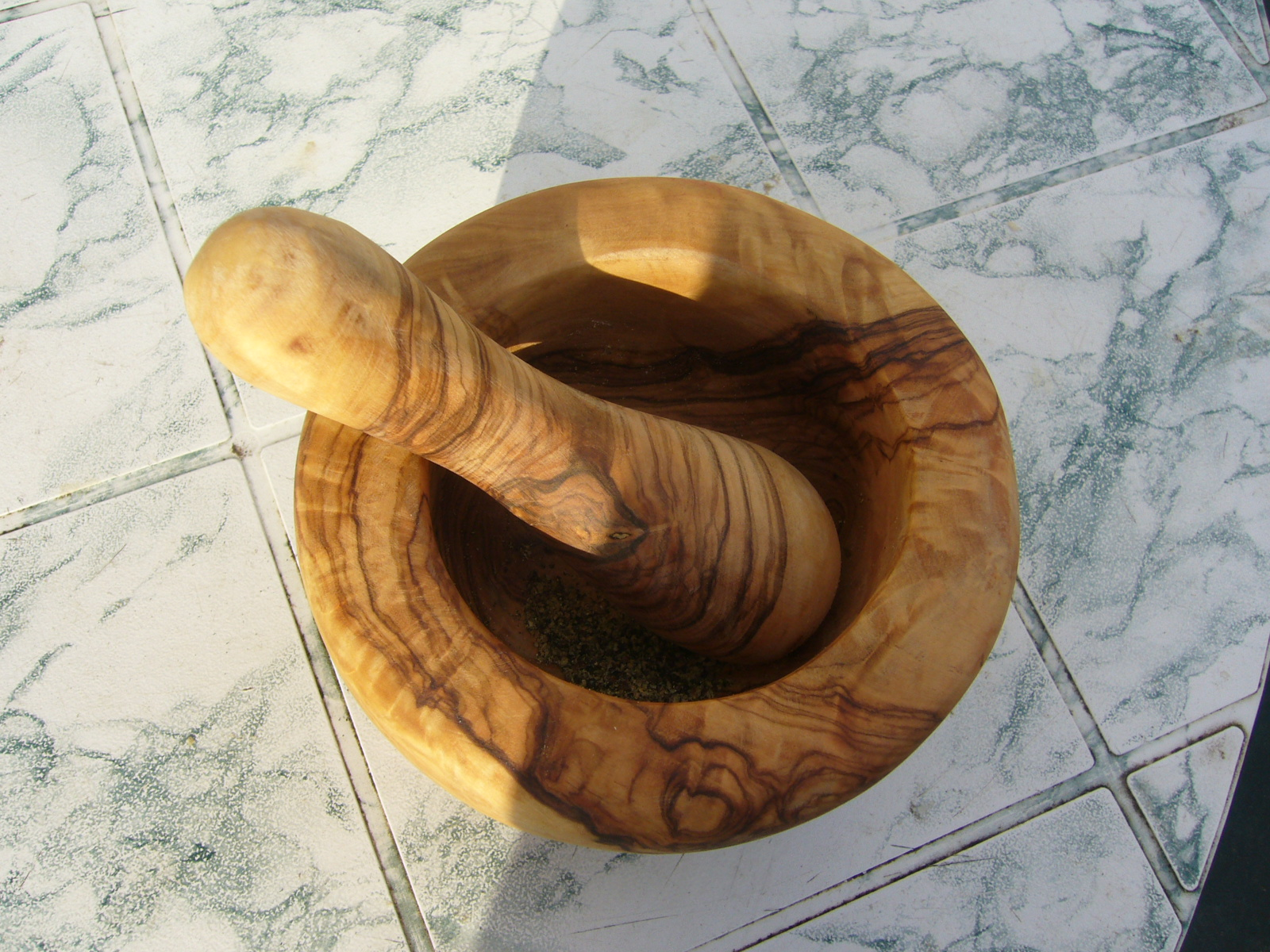
Mortaio e pestello in legno d'ulivo

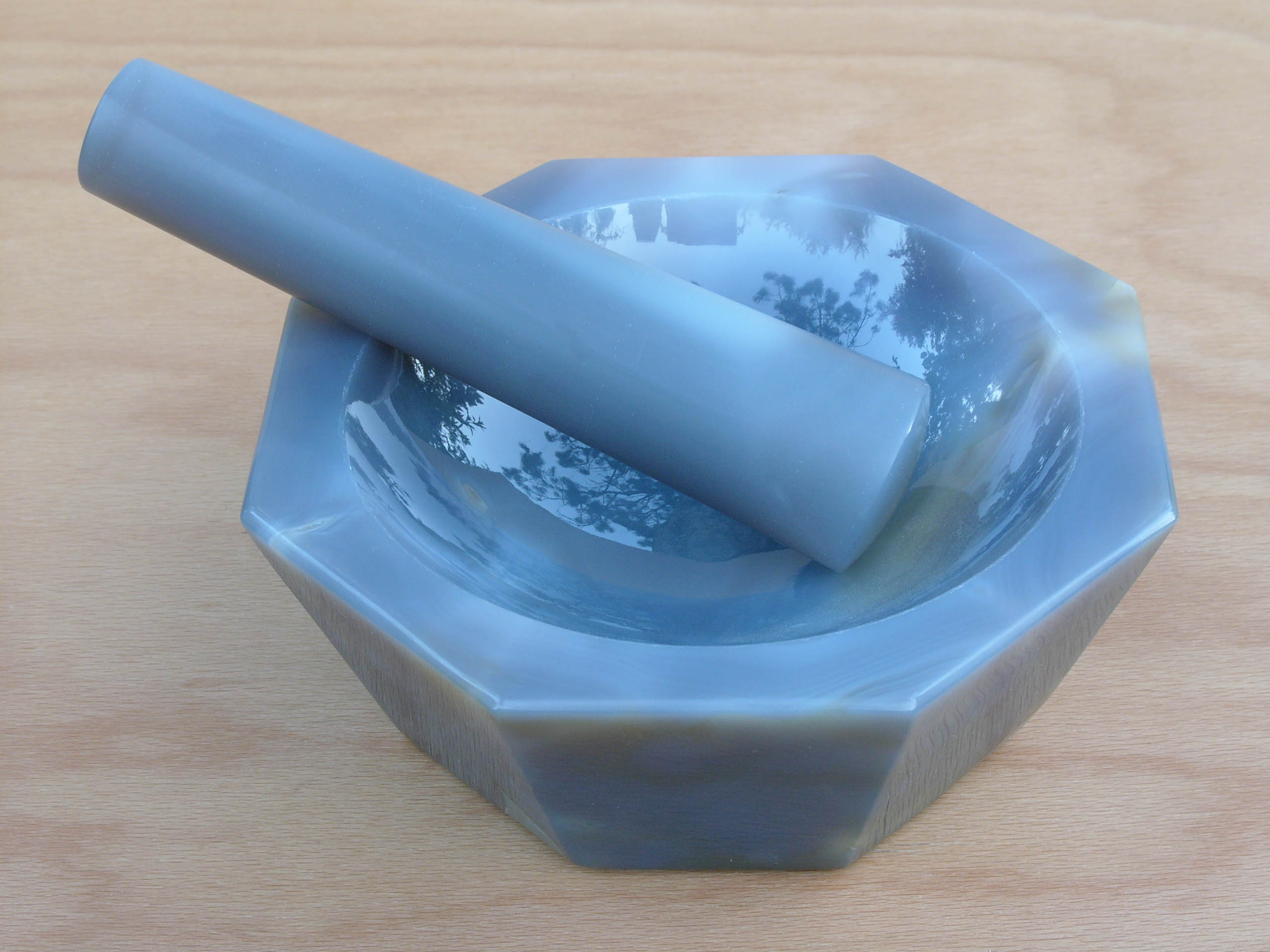
Mortaio da laboratorio chimico in agata

Il mortaio è un utensile utilizzato per pestare, ridurre in polvere e mescolare sostanze solide. Si tratta essenzialmente di un recipiente, dal fondo tondeggiante, in legno duro o metallo (raramente in pietra, marmo o porcellana) nel quale vengono poste le sostanze, che vengono poi triturate dall'azione di un pestello: una corta mazzetta costituita da un'impugnatura e da una estremità più larga e pesante.

## Cucina
Può essere utilizzato per vari scopi: trova una sua comune applicazione in cucina, per la preparazione di alimenti come il pesto, il guacamole o per sminuzzare erbe, spezie e per ridurre in polvere il sale. Utensili simili al mortaio per funzione, sebbene talvolta differenti per forma, possono essere rinvenuti praticamente presso tutti i popoli del mondo, utilizzati per sminuzzare gli ingredienti durante la preparazione del cibo. Ad esempio, molte popolazioni di nativi americani sono soliti ricavare mortai da rocce naturalmente concave, dove riducono in polvere ghiande, noci o chicchi di granturco. Nel sud est asiatico e in India questi utensili sono solitamente realizzati in granito, mentre in Giappone, accanto a mortai di taglia media simili a quelli occidentali e chiamati suribachi, è tradizionale l'utilizzo di un recipiente di grandi dimensioni, l'usu, nel quale viene pestato il riso con un martello (kine) ad ottenere una pasta dolce chiamata mochi. Uno strumento tradizionale messicano, il molcajete, è realizzato in basalto e utilizzato per la triturazione del mais per la produzione di piatti quali le tortillas o i tamales.

## Farmacia

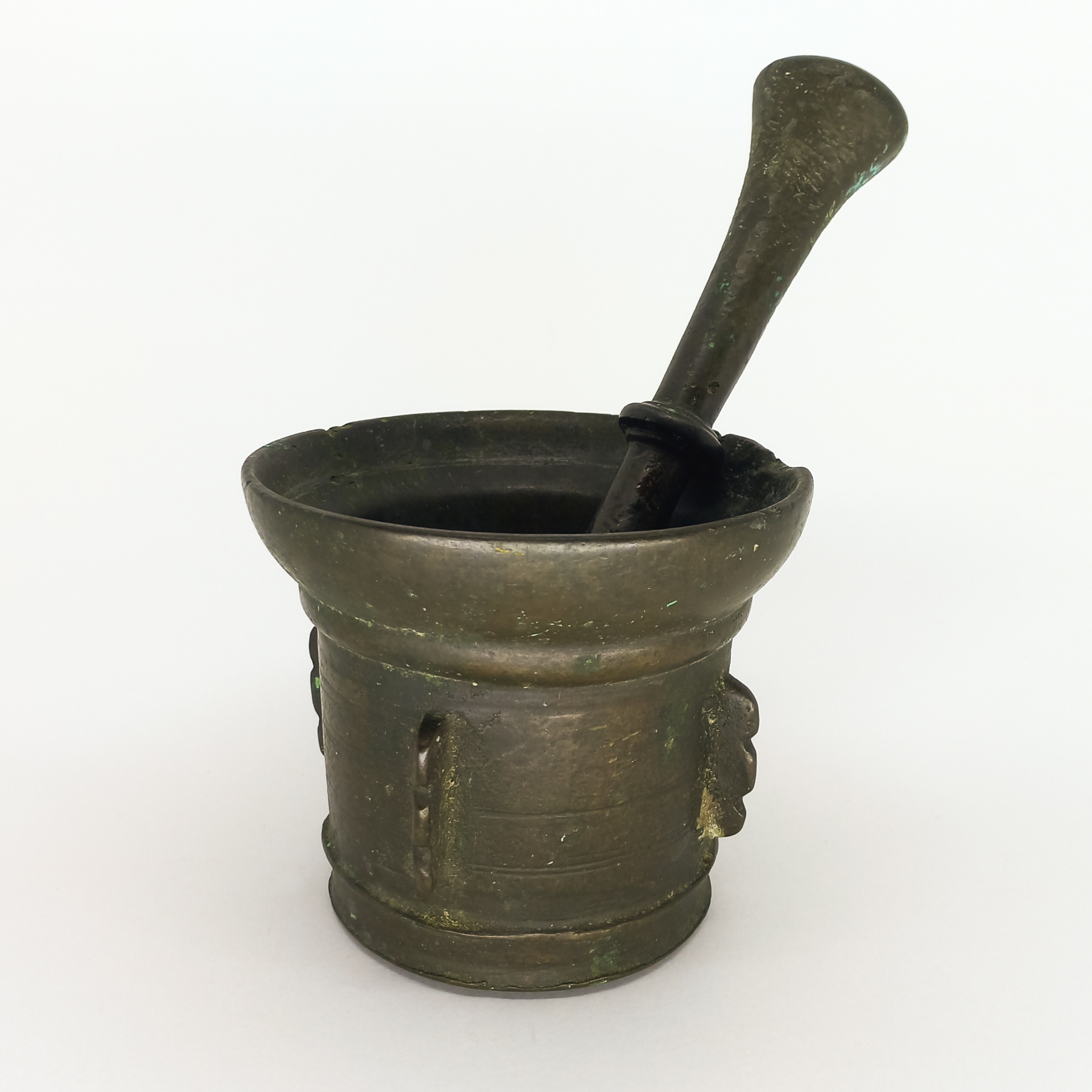
Antico mortaio e pestello in ghisa per uso farmaceutico del XIX secolo; collezione oggetti quotidiani del Museo del Capitaneria di Ilhéus, Ilhéus, Brasile.

Un altro uso del mortaio si ha nell'antica alchimia o, in campo scientifico, nella chimica e nella farmacia tradizionale, dove viene utilizzato per realizzare miscugli, o farmaci in polvere, sebbene al giorno d'oggi vengano al suo posto utilizzati più di frequente dei macchinari elettrici che consentono una migliore precisione e un risparmio di tempo e fatica. Anche l'erboristeria tradizionale fa uso del mortaio.

## Barman
L'utilizzo del pestello o del mortaio lo troviamo anche nel campo del barman, dove prende il nome di muddle, e serve principalmente per la costruzione di quei cocktail che prevedono la fuoriuscita del succo da qualche frutto. Il materiale utilizzato per la costruzione del muddle è generalmente policarbonato.